# Hedwig Sofia de Brandenburg
Hedwig Sofia de Brandenburg (en alemany Hedwig Sophie von Brandenburg) va néixer a Berlín el 14 de juliol de 1623 i va morir a Smalkalda el 26 de juny de 1683. Era una noble alemanya, filla de l'elector Jordi Guillem de Brandenburg (1595-1640) i d'Elisabet Carlota de Wittelsbach (1597-1660).
Després de la primerenca mort del seu marit el 1663 es va fer càrrec de la regència de Hessen-Kassel, primer en nom del seu fill gran, Guillem VII, i en morir aquest el 1670 en nom del seu germà Carles. Va procurar mantenir una prudent política exterior i evitar aliances que poguessin ser conflictives. Fins al 1673 va poder mantenir la neutralitat. Però finalment va haver de fer front a l'expansionisme francès, participant en una aliança amb el seu germà l'elector Frederic Guillem de Brandenburg contra França.
Al final del seu regnat, va intentar retardar el màxim la data en què el seu fill Carles s'havia de fer càrrec del govern. Això va portar a una considerable tensió entre tots dos, fins que li va cedir les regnes del govern el 8 d'agost de 1677.

## Matrimoni i fills
El 1649 es va casar amb Guillem VI de Hessen-Kassel (1629-1663), fill del landgravi Guillem V (1602-1637) i d'Amàlia Elisabet de Hanau-Münzenberg (1602-1651). D'aquest matrimoni en nasqueren:
- Carlota Amàlia (1650-1714), reina consort de Dinamarca, pel seu casament amb Cristià V de Dinamarca (1646-1699).
- Guillem (1651-1670).
- Carles (1654-1730), casat amb Amàlia Kettler de Curlàndia (1653-1711).
- Felip (1655-1721), casat amb Caterina Amàlia de Solms-Laubach (1654-1736).
- Elisabet Enriqueta (1661-1683), reina consort de Prússia, pel seu casament amb Frederic I de Prússia (1657-1713).